# Шурпина, Иво
Ива́н (И́во) Шурпи́на Пе́трович (хорв. Ivan (Ivo) Šuprina Petrovic; 1 октября 1921, Вировитица — 13 июля 1988, Неаполь) — югославский и хорватский футболист, нападающий.

## Карьера
Иво Шурпина начал свою карьеру в клубе «Граджянски» в 1938 году, с которым на второй год стал чемпионом Югославии. С провозглашением Независимого государства Хорватия, клуб стал играть в хорватском первенстве, где выиграл два чемпионата и один Кубок страны. С возвращением Хорватии в стан Югославии, Шурпина перешёл в загребское «Динамо». В 1946 году он уехал во Францию, в клуб «Олимпик» Лион. Там Иво провёл сезон, а затем играл за «Страсбур», с которым занял 6 место в чемпионате Франции, где забил 10 голов в 18 матчах. В 1948 году Шурпина был куплен итальянским «Наполи» за 10 млн лир, став первым хорватом в истории этой команды. В своей дебютной игре, против клуба «Кремонезе», Иво отличился дважды. Всего хорват забил 7 голов в 20 играх, а клуб занял 5 место в серии B. Всего за «Наполи» Шурпина провёл 54 встреч (в некоторых источниках 55) и забил 22 гола.
В сборной Хорватии Шурпина дебютировал 2 апреля 1940 года в матче с Швейцарией, а всего провёл за национальную команду 3 игры.
После завершения карьеры футболиста, Шурпина решил остаться в Неаполе, где успешно работал стоматологом.

## Международная статистика
| Матчи Иво Шурпины за сборную Хорватии | Матчи Иво Шурпины за сборную Хорватии | Матчи Иво Шурпины за сборную Хорватии | Матчи Иво Шурпины за сборную Хорватии | Матчи Иво Шурпины за сборную Хорватии | Матчи Иво Шурпины за сборную Хорватии | Матчи Иво Шурпины за сборную Хорватии |
| ------------------------------------- | ------------------------------------- | ------------------------------------- | ------------------------------------- | ------------------------------------- | ------------------------------------- | ------------------------------------- |
| №                                     | Дата                                  | Место проведения                      | Оппонент                              | Счёт                                  | Голы                                  | Турнир                                |
| 1                                     | 2 апреля 1940                         | Загреб                                | Швейцария                             | 4:0                                   | —                                     | Товарищеский матч                     |
| 2                                     | 21 апреля 1940                        | Берн                                  | Швейцария                             | 1:0                                   | —                                     | Товарищеский матч                     |
| 3                                     | 2 мая 1940                            | Будапешт                              | Венгрия                               | 0:1                                   | —                                     | Товарищеский матч                     |

3 матча — 0 голов.

## Достижения
- Чемпион Югославии: 1939/1940
- Чемпион Хорватии: 1941, 1943
- Обладатель Кубка Хорватии: 1941